# 군검찰
군검찰은 군사법원에서 검찰관의 사무를 통할하는 기관이다.

## 개요
군검찰은 국방부 소속으로 군부대 내에 있는 검찰로서 일반의 검찰청에 해당한다. 고등검찰부와 보통검찰부로 나뉘고, 고등검찰부는 국방부와 각군 본부에, 보통검찰부는 보통군사법원이 설치되어 있는 부대와 편제상 장성급(將星級) 장군이 지휘하는 부대에 두도록 되어 있다(군사법원법 36조 2항). 또 각 검찰부는 각 군사법원의 관할에 따르도록 되어 있으며, 각 군사법원의 관할관은 소관 군검찰사무를 관장하고, 소속 검찰관을 지휘 ·감독한다(40조).